# Magic-kyun! Renaissance
Magic-kyun! Renaissance (マジきゅんっ！ルネッサンス?, Maji-kyun! Runessansu) è un media franchise giapponese prodotto da Sunrise, Pony Canyon e Broccoli. Un videogioco per PlayStation Vita, sviluppato da HuneX, è stato pubblicato il 21 settembre 2016, mentre una serie televisiva anime, realizzata da Sunrise, è stata trasmessa tra il 2 ottobre e il 25 dicembre 2016.

## Trama
In un mondo in cui l'arte si trasforma in magia, individui particolarmente dotati, chiamati Artistas, muovono le coscienze della gente ispirando passione attraverso le proprie forme d'arte d'elezione. Lavorando per lo più nello show business, gli Artistas, per affinare le proprie abilità, da giovani frequentano l'accademia privata Hoshinomori. La storia comincia con l'arrivo di una nuova studentessa, Kohana, la quale viene subito incaricata di far parte del comitato organizzatore del festival culturale estivo. La giovane attira le attenzioni di sei artisti, ciascuno focalizzato su una diversa forma d'arte e caratterizzato da una certa personalità. Il loro obiettivo non solo sarà rendere il festival un successo, ma anche essere nominati insieme a Kohana principe e principessa dell'evento, puntando sia a conquistare il cuore della ragazza sia a spiccare artisticamente sugli altri.

## Personaggi
Kohana Aigasaki (愛ヶ咲 小花?, Aigasaki Kohana)
Doppiata da: Sayaka Senbongi
La protagonista della serie. Kohana, figlia della famosa Sakura Aigasaki famosa artista di Ikebana, fin dall'infanzia coltiva il desiderio di seguire le orme materne e nonostante la perdita che subisce da bambina continua a lavorare per entrare nella prestigiosa scuola che la madre frequentava la Hoshinomori. La sua Magia dell'arte si viene nell'Ikebana creando scintille simili a rampicanti luminosi che poi verso la fine cambieranno diventando delle farfalle. Nel Comitato Organizzativo ricopre il ruolo di Vice-Presidentessa.
Teika Ichijōji (一条寺 帝歌?, Ichijōji Teika)
Doppiato da: Yūichirō Umehara
Teika detto "King", e il terzo figlio della famiglia Ichijoji da sempre rivale della famiglia Aigasaki; fin dall'infanzia viene istruito nel canto arrivando ad essere considerato un genio. Viene inviato a frequentare la Hoshinomori con l'obbiettivo di ottenere il titolo di Principe Artista. All'inizio considera Kohana una rivale e una nemica ma con il tempo inizia a provare affetto per lei, La sua Magia dell'arte prende vita quando canta creando scintille a forma di rose di diamante. Nel Comitato Organizzativo ricopre il ruolo di Presidente.
Aoi Suminomiya (墨ノ宮 葵?, Suminomiya Aoi)
Doppiato da: Kenn
Aoi, amico d'infanzia di Teika, inizialmente non è interessato a far parte del comitato, preferendo dedicare il suo tempo alla calligrafia ma dopo aver conosciuto Kohana inizia a vedere le scintille che fino a quel momento non aveva più visto, riprendendo a frequentare le lezioni della Hoshinomori. La sua Magia dell'arte, riguarda la Calligrafia creando scintille simili baruffoli appuntiti come aghi che cambiano colore a seconda del tipo si scrittura che esegue. Nel Comitato Organizzativo ricopre il ruolo di Segretario.
Rintarō Tatewaki (帯刀 凛太郎?, Tatewaki Rintarō)
Doppiato da: Yūki Ono
Rintaro, cugino di Monet, inizialmente non entra a far parte del comitato per potersi concentrare sulle sculture; suo nonno grande scultore lo aveva ispirato a prendere quella strada dopo averlo visto far sorridere le persone con i suoi lavori. Purtroppo non riuscendo a far emergere le stesse sensazione rischia di lasciare la scuola ma grazie all'aiuto di Kohana e agli altri membri del comitato capisce che la sua vera vocazione è la Pasticceria cosa che gli permetterò di  non abbandonare la Hoshinomori. La sua Magia dell'arte, riguarda la Pasticceria creando scintille che fuoriescono dai suoi dolci come bolle di sapone. Nel Comitato Organizzativo ricopre il ruolo di Assistente.
Louis Anjō (庵条 瑠衣?, Anjō Rui)
Doppiato da: Wataru Hatano
Anjo, detto anche Angelo, è il membro più irresponsabile del gruppo, chiama gli altri membri del comitato con dei soprannomi, specialmente Kohana che la chiama "My Little Flower", e ha l'abitudine di lasciarsi a petto nudo quando è in estasi; quando era bambino rimase incantato dallo stile di danza dei ballerini professioniste e iniziò ad amare la danza, purtroppo sua madre lo sfruttava istigandolo a ballare per vincere e quando un giorno lo abbandonò Anjo decise di smettere di ballare. A causa di ciò dal suo ingresso alla Hoshinomori rimase al terzo anno per molto tempo senza mai prendere niente sul serio; Kohana però gli fa capire ogni suo gesto non gli ha fatto dimenticare il suo amore per la danza e grazie a lei riesce a superare il suo passato e a riprendere a danzare. La sua Magia dell'arte, riguarda la Danza e a ogni passo che esegue crea scintille fatte di piume. Nel Comitato Organizzativo ricopre il ruolo di Tesoriere.
Monet Tsukushi (土筆 もね?, Tsukushi Mone)
Doppiato da: Shōta Aoi
Monet, cugino di Rintaro, conosciuto anche come "il Principe Monocromo" per il fatto che ogni suo disegno è fatto solo con un colore, porta sempre con sé un piccolo riccio di nome Rin. Non è interessato al ruolo nel comitato poiché avendo ricevuto una proposta per una prestigiosa scuola in Inghilterra per artisti monocromatici, come lui, avrebbe lasciato la scuola; poco prima di ciò Kohana chiede il suo aiuto per realizzare il volantino per il festival estivo e lui acconsente, grazie a ciò e al sorriso di Kohana riprende a disegnare a colori e entrando nel Comitato come membro ufficiale. La sua Magia dell'arte, riguarda la Pittura creando scintille che fuoriescono dai dipinti sotto forma di frammenti di vetro. Nel Comitato Organizzativo ricopre il ruolo di Tesoriere.
Kanato Hibiki (響奏 音?, Hibiki Kanato)
Doppiato da: Takuya Eguchi
Kanato inizialmente non entra a far parte del comitato ma dopo aver assistito a una composizione di Kohana entra subito; Kanato è un ragazzo energico, sempre pronto ad aiutare gli altri e a prendersi cura dei più piccoli essendo il maggiore di cinque fratelli. Il suo compito iniziale consisteva nell'occuparsi delle richieste degli studenti e delle divergenze trovando sempre una soluzione che metta d'accordo tutti. Kohana lo affianca già dal primo giorno mostrandosi disponibile e felice di aiutarlo. La sua Magia dell'arte, riguarda il Violoncello creando scintille simili a filamenti luminosi. Nel Comitato Organizzativo ricopre il ruolo di Tuttofare.

## Anime
Annunciata il 14 maggio 2016 su Niconico, la serie televisiva anime, prodotta da Sunrise e diretta da Mitsue Yamazaki, è andata in onda dal 2 ottobre al 25 dicembre 2016. Le sigle di apertura e chiusura, entrambe interpretate da ArtiSTARs (gruppo formato dai doppiatori Yūichirō Umehara, Kenn, Wataru Hatano, Yūki Ono, Shōta Aoi e Takuya Eguchi), sono rispettivamente Magic-kyun! No.1 (マジきゅんっ！No.1☆?, Maji-kyun! No.1) e Please kiss my heart. In Italia e nel resto del mondo, ad eccezione dell'Asia, gli episodi sono stati trasmessi in streaming, in contemporanea col Giappone, da Crunchyroll.

### Episodi
| Nº | Titolo italiano Giapponese 「Kanji」 - Rōmaji                                                          | In onda          | In onda |
| Nº | Titolo italiano Giapponese 「Kanji」 - Rōmaji                                                          | Giapponese       |         |
| 1  | Una rinascita sbocciata nello splendore 「きらきら花咲くルネッサンス」 - Kira kira hanasaku runessansu | 2 ottobre 2016   |         |
| 2  | Non vedo che te 「君しか……見えない」 - Kimi shika… mienai                                              | 9 ottobre 2016   |         |
| 3  | Sogni racchiusi in un album 「憧れはアルバムの中に」 - Akogare wa arubamu no naka ni                   | 16 ottobre 2016  |         |
| 4  | Un ballo al chiaro di luna 「月の光で踊らせて」 - Tsuki no hikari de odorasete                         | 23 ottobre 2016  |         |
| 5  | Proprio non riesco a ignorarti, senpai! 「放っとけないっすよ、先輩！」 - Hottokenaissu yo, senpai!     | 30 ottobre 2016  |         |
| 6  | Travolti da un vento dispettoso 「いたずらな風に吹かれて」 - Itazura na kaze ni fukarete               | 6 novembre 2016  |         |
| 7  | Splende come il sole 「太陽みたいに輝いて」 - Taiyō mitai ni kagayaite                                 | 13 novembre 2016 |         |
| 8  | La luce irraggiungibile 「届かぬ光」 - Todokanu hikari                                                 | 20 novembre 2016 |         |
| 9  | Il festival dei miracoli e della magia 「奇跡と魔法のフェスタ」 - Kiseki to mahō no fesuta             | 27 novembre 2016 |         |
| 10 | Vacanze estive da batticuore 「ときめきサマーホリデー」 - Tokimeki samā horidē                         | 4 dicembre 2016  |         |
| 11 | Sei tu il principe del destino 「あなたは運命の王子様」 - Anata wa unmei no ōji-sama                   | 11 dicembre 2016 |         |
| 12 | La principessa addormentata nella foresta ghiacciata 「凍れる森の眠り姫」 - Kōreru mori no nemurihime  | 18 dicembre 2016 |         |
| 13 | Ecco a voi Magic-kyun! 「キミにマジきゅんっ！」 - Kimi ni Maji-kyun!                                   | 25 dicembre 2016 |         |